# Louriceira
Louriceira ist ein Dorf und eine ehemalige Gemeinde (Freguesia) im portugiesischen Kreis Alcanena. Die Freguesia hatte 583 Einwohner (Stand 30. Juni 2011).

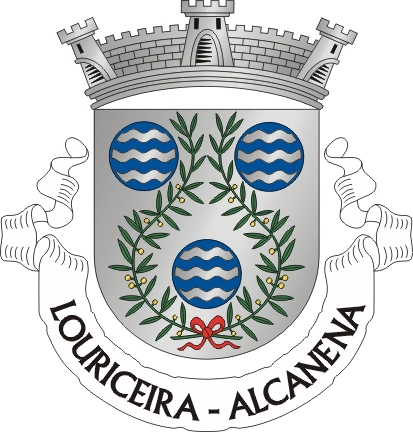
Das Wappen der ehemaligen Freguesia

Am 29. September 2013 wurden die Freguesias Louriceira, Malhou und Espinheiro zur neuen Freguesia União das Freguesias de Malhou, Louriceira e Espinheiro zusammengefasst.